# سیارک ۱۴۰۴۰
سیارک ۱۴۰۴۰ (به انگلیسی: 14040 Andrejka، نامگذاری:1995QD2) چهارده هزار و چهلمین سیارک کشف شده‌است که در ۲۳ اوت ۱۹۹۵ کشف شد.
قدر مطلق سیارک برابر ۱۱.۷ است.